# Anthony Comstock
Anthony Comstock (* 7. März 1844 in New Canaan in Connecticut; † 21. September 1915) war zunächst oberster Postinspektor und später ein viktorianischen Moralvorstellungen verbundener Politiker in den USA.

## Biografie

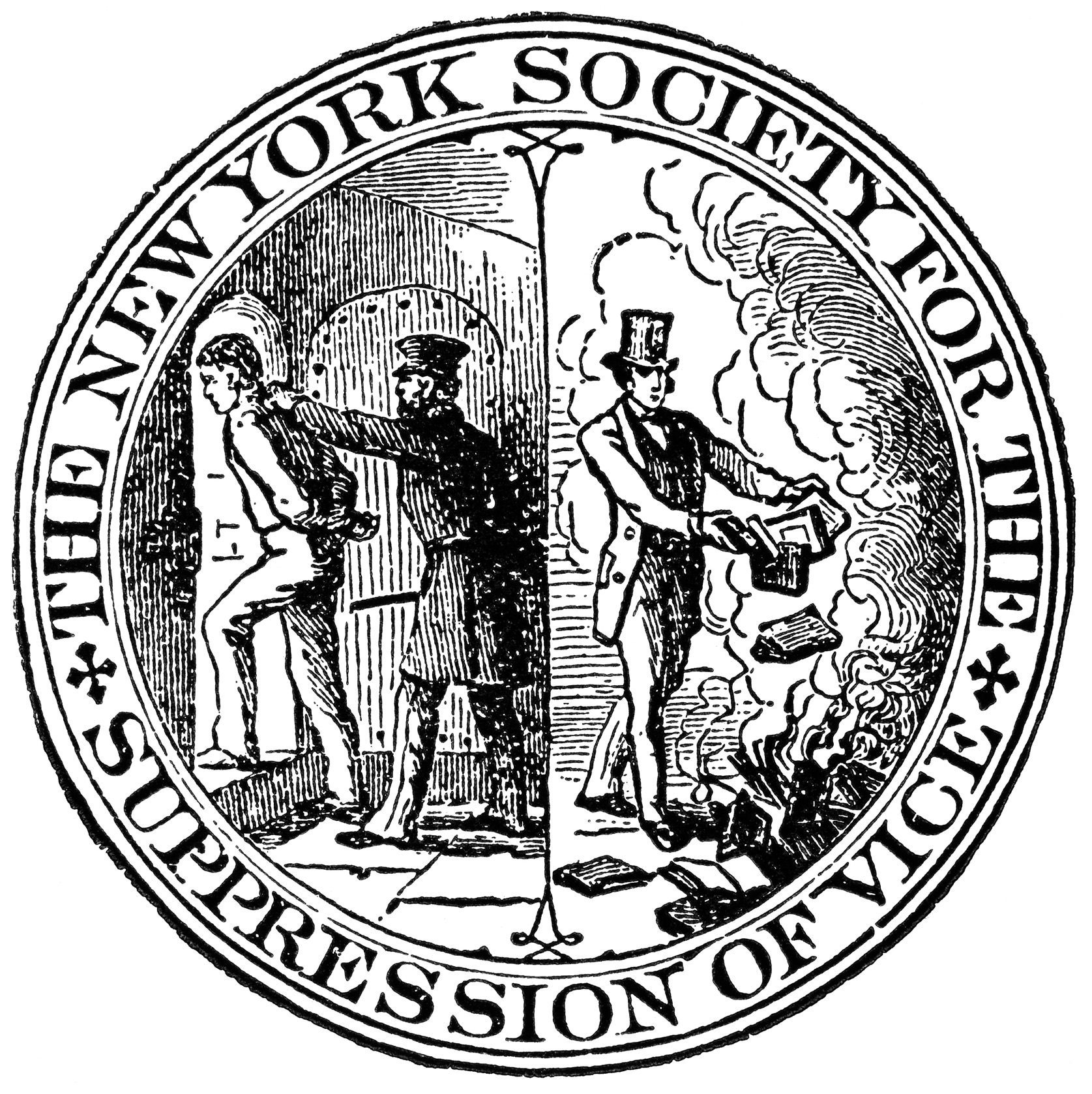
Siegel der „Gesellschaft zur Unterdrückung des Lasters“ in New York City (1873)

Comstock kam in New Canaan in Connecticut zur Welt. Er diente auf Seiten der Union im amerikanischen Bürgerkrieg und arbeitete anschließend beim YMCA in New York City. Kurz vor und nach der Präsidentschaftswahl 1872 trug er in großem Maße dazu bei, dass die Kandidatin Victoria Woodhull wegen Versendung obszöner Artikel in ihrer Zeitschrift Woodhull & Claflin's Weekly mehrmals kurzzeitig inhaftiert wurde.
1873 begründete er die New York Society for the Suppression of Vice (Gesellschaft zur Unterdrückung des Lasters), die die Abbildung einer Bücherverbrennung auf ihrem Siegel führte. Es gelang Comstock im selben Jahr, einen Kongressbeschluss für die sogenannten Comstock-Gesetze zu erwirken, die obszöne Materialien von Literatur bis zu Verhütungsmitteln vom Postversand ausschlossen.
George Bernard Shaw machte den bereits 1895 in der New York Times geprägten Ausdruck Comstockerei (Comstockery) bekannt. Comstock hatte die New Yorker Polizei auf Shaws Theaterstück Frau Warrens Gewerbe (Originaltitel: Mrs Warren's Profession, 1894) aufmerksam gemacht. Shaw bezeichnete Comstockerei als einen Dauerwitz zulasten der USA: „Europa liebt solche Themen. Es bestätigt schlicht die Sicht der Alten Welt, wonach Amerika ein provinzieller Platz und eine Kleinstadtzivilisation zweiter Klasse ist.“ (Shaw nach Schlosser 2003) Comstock bezeichnete Shaw umgekehrt als „irischen Schlammhändler“. Comstocks Begriff, was als obszön zu bezeichnen sei, war recht breit und verhinderte gelegentlich auch den Versand von Werken der Anatomie an Medizinstudenten.
Comstock war Ziel bedeutender Kontroversen und unter anderem auch persönlicher wie körperlicher Attacken. Er erhielt Unterstützung unter anderem von kirchlichen Gruppen. Anerkennung fand er durch sein radikales Vorgehen gegen Korruption. Es gelang ihm, die Louisiana State Lottery Company aufgrund von Korruptionsvorwürfen zu schließen, die bis dato die einzige staatliche Glücksspielstelle in den USA gewesen war. Indirekt gehen damit die heutigen Indianerkasinos auf Comstock zurück, weil die US-Ureinwohner von den Glücksspielverboten ausgenommen sind.

## Nachwirken
Comstock soll unter anderem 15 Tonnen Bücher, knapp 150 Tonnen Bleidruckvorlagen und über 4.000.000 Bilder vernichtet haben. Comstock behauptete von sich selbst, 4000 Verhaftungen und 15 Selbstmorde verursacht zu haben.
Bekannt wurde unter anderem der Fall der esoterischen Autorin und Frauenrechtlerin Ida Craddock (1857–1902), deren Abschiedsbrief vor ihrem Selbstmord vor allem Comstock gewidmet war, den sie nicht zu Unrecht als persönliche Nemesis empfand. Comstocks Konflikte mit Emma Goldman und Margaret Sanger wurden mehrfach verarbeitet. Er wurde vom späteren FBI-Chef J. Edgar Hoover zum Vorbild genommen. Bereits 1927 erschien eine erste Biographie Comstocks. Das Buch Anthony Comstock: Roundsman Of The Lord (dt. Milchmann oder auch Pfarrknecht des Herrn) wurde von Heywood Broun und Margaret Leech und der Algonquin Round Table veröffentlicht.

## Zitat
- Ludwig Marcuse: „Viele Comstocks der letzten hundertundfünfzig Jahre versuchte man in Schach zu halten, indem man ihnen das magische Wort ‚Kunst‘ entgegenstreckte – wie dem Teufel das Kruzifix.“

## Widerhall in der Populärkultur
- Nennung in The Alienist von Caleb Carr
- Nennung in F. Scott Fitzgeralds Roman The Beautiful and Damned
- James Branch Cabells The Judging of Jurgen entstand als Antwort auf eine Zensurmaßnahme Comstocks
- Marge Piercys Roman Sex Wars stellt Comstocks als einen Hauptcharakter dar
- Cameoauftritt in Jack Finneys Roman Time and Again
- Comstock Films, eine Filmproduktion für erotische Dokumentationen, wurde nach Anthony Comstock benannt
- Figur in George Orwells Roman Keep the Aspidistra Flying von 1936
- filmisches Porträt (durch Rod Steiger) in dem Fernsehfilm Choices of the Heart: The Margaret Sanger Story
- Antagonist in Annalee Newitz Roman The Future of Another Timeline

## Veröffentlichungen
- Frauds Exposed (1880)
- Traps for the Young (1883)
- Gambling Outrages (1887)
- Morals Versus Art (1887)